# Siderastrea savignyana
Siderastrea savignyana is een rifkoralensoort uit de familie van de Siderastreidae. De wetenschappelijke naam van de soort is voor het eerst geldig gepubliceerd door Milne Edwards & Haime.